# 2022 en Indonésie
Cet article présente les faits marquants de l'année 2022 en Indonésie.

## Évènements
- 25 février : au moins dix personnes sont tuées dans un tremblement de terre dans l'ouest de Sumatra.
- 20 août : l'Indonésie confirme son premier cas de variole du singe[1].
- 1er octobre : la bousculade du stade Kanjuruhan, à Malang dans le Java oriental, provoque la mort d'au moins 131 personnes et 325 blessés.
- 15 et 16 novembre : sommet du G20 à Bali.
- 21 novembre : séisme meurtrier à Java occidental.
- 2 décembre : l'Indonésie annonce qu'elle est sur le point d'adopter un nouveau code pénal, qui remplacera le précédent hérité des Indes orientales néerlandaises[2].